# Blown Away (película de 1994)
Blown Away (Volar por los aires en España y Lluvia de fuego en Perú) es una película estadounidense de acción protagonizada por Jeff Bridges y Tommy Lee Jones. Fue dirigida por Stephen Hopkins y estrenada el 1 de julio de 1994.

## Sinopsis
El teniente Jimmy Dove (Jeff Bridges) es un técnico retirado del escuadrón de explosivos de la policía de Boston. La aparición de un terrorista, Ryan Gaerity (Tommy Lee Jones), que está inundando la ciudad de bombas, le hace volver al trabajo. Gaerity es conocido por el teniente de su pasado irlandés, el cual ha estado tratando de olvidar durante mucho tiempo. Nadie, excepto su tío Max (Lloyd Bridges), conoce el oscuro pasado de Jimmy. Originario de Belfast, Irlanda del Norte, su nombre real es Liam McGivney.

## Reparto
- Jeff Bridges - Jimmy Dove / Liam McGivney
- Tommy Lee Jones - Ryan Gaerity
- Lloyd Bridges - Max O'Bannon
- Forest Whitaker - Anthony Franklin
- Suzy Amis - Dove Kate
- Stephi Lineburg - Lizzie
- John Finn - Captain Fred Roarke
- Caitlin Clarke - Rita
- Christofer de Oni - Cortez (como Chris de Oni).
- Loyd Catlett - Bama
- Ruben Santiago-Hudson -  Manta
- Cuba Gooding, Jr. - cameo como miembro Bomb Squad Clase.